# Det lille Uhyre
Det lille Uhyre (originaltitel The little Terror) er en amerikansk stumfilm fra 1917 af Rex Ingram.

## Medvirkende
- Violet Mersereau som Tina / Alice.
- Sidney Mason som George Reynolds.
- Ned Finley som John Saunders.
- Robert Clugston som Wallace Saunders.
- Ed Porter